# ماتیاس آندرسون (بازیکن هندبال)
ماتیاس آندرسون (انگلیسی: Mattias Andersson؛ زادهٔ ۲۹ مارس ۱۹۷۸) بازیکن هندبال اهل سوئد است.